# Рено Же
Рено Же (12 серпня 1991 , Мутьє ) - французький лижник, призер чемпіонату світу, олімпієць. Спеціалізується на спринті. Двоюрідний брат олімпійського чемпіона з біатлону Венсана Же.

## Спортивна кар'єра
У Кубку світу Же дебютував 3 грудня 2011 року. У січні 2012 року вперше потрапив до десятки найкращих на етапі Кубка світу, в командному спринті. Загалом на сьогодні має у своєму доробку 2 потрапляння на п'єдестал пошани на етапах Кубка світу в командному спринті, і одне - в особистому. Найкраще досягнення Же в загальному заліку Кубка світу - 40-ве місце в сезоні 2015-2016.
На Олімпійських іграх 2014 року в Сочі посів 14-те місце в спринті.
На юніорських та молодіжних чемпіонатах світу неодноразово потрапляв до десятки найкращих.
Використовує лижі та черевики виробництва фірми Salomon.

## Результати за кар'єру
Усі результати наведено за даними Міжнародної федерації лижного спорту.

### Олімпійські ігри
| Рік  | Вік | 15 км індивідуальні пер. | 30 км скіатлон | 50 км мас-старт | Спринт | 4 × 10 км естафета | Командна першість спринт |
| ---- | --- | ------------------------ | -------------- | --------------- | ------ | ------------------ | ------------------------ |
| 2014 | 22  | —                        | —              | —               | 14     | —                  | —                        |

### Чемпіонати світу
| Рік  | Вік | 15 км індивідуальні пер. | 30 км скіатлон | 50 км мас-старт | Спринт | 4 × 10 км естафета | Командна першість спринт |
| ---- | --- | ------------------------ | -------------- | --------------- | ------ | ------------------ | ------------------------ |
| 2017 | 25  | —                        | —              | —               | 30     | —                  | —                        |
| 2019 | 27  | —                        | —              | —               | 19     | —                  | —                        |
| 2021 | 29  | —                        | —              | —               | 32     | —                  | —                        |

### Кубки світу

#### Підсумкові місця в Кубку світу за роками
| Сезон | Вік | Місце в дисципліні | Місце в дисципліні | Місце в дисципліні | Місце в Скі Тур | Місце в Скі Тур | Місце в Скі Тур | Місце в Скі Тур   | Місце в Скі Тур |
| Сезон | Вік | Загалом            | Дистанція          | Спринт             | Nordic Opening  | Тур де Скі      | Скі Тур 2020    | Фінал Кубка світу | Скі Тур Канада  |
| ----- | --- | ------------------ | ------------------ | ------------------ | --------------- | --------------- | --------------- | ----------------- | --------------- |
| 2012  | 20  | НК                 | —                  | НК                 | —               | —               | Н/Д             | —                 | Н/Д             |
| 2013  | 21  | 165                | —                  | 107                | —               | —               | Н/Д             | —                 | Н/Д             |
| 2014  | 22  | 95                 | —                  | 44                 | —               | —               | Н/Д             | —                 | Н/Д             |
| 2015  | 23  | 59                 | НК                 | 21                 | НФ              | НФ              | Н/Д             | Н/Д               | Н/Д             |
| 2016  | 24  | 40                 | НК                 | 15                 | —               | НФ              | Н/Д             | Н/Д               | НФ              |
| 2017  | 25  | 92                 | —                  | 41                 | —               | НФ              | Н/Д             | —                 | Н/Д             |
| 2018  | 26  | 72                 | НК                 | 31                 | НФ              | —               | Н/Д             | 45                | Н/Д             |
| 2019  | 27  | 48                 | НК                 | 22                 | НФ              | НФ              | Н/Д             | 50                | Н/Д             |
| 2020  | 28  | 42                 | 74                 | 13                 | —               | НФ              | НФ              | Н/Д               | Н/Д             |
| 2021  | 29  | 75                 | НК                 | 34                 | 60              | —               | Н/Д             | Н/Д               | Н/Д             |

#### П'єдестали в особистих дисциплінах
- 1 п'єдестал – (1 ЕКС)

| № | Сезон   | Дата           | Місце пров.  | Перегони        | Рівень           | Місце |
| - | ------- | -------------- | ------------ | --------------- | ---------------- | ----- |
| 1 | 2019–20 | 18 лютого 2020 | Åre (Швеція) | 0,7 км спринт В | Етап Кубка світу | 3-тє  |

#### П'єдестали в командних дисциплінах
- 1 перемога – (1 КС)
- 2 п'єдестали – (2 КС)

| № | Сезон   | Дата          | Місце пров.         | Перегони                        | Рівень      | Місце | Тов. по команді |
| - | ------- | ------------- | ------------------- | ------------------------------- | ----------- | ----- | --------------- |
| 1 | 2015–16 | 17 січня 2016 | Планиця (Словенія)  | 6 × 1,2 км командний спринт В   | Кубок світу | 2-ге  | Gros            |
| 2 | 2019–20 | 12 січня 2020 | Дрезден (Німеччина) | 12 × 0,65 км командний спринт В | Кубок світу | 1-ше  | Шанава          |